# Concepción del Norte
Concepción del Norte es un municipio del departamento de Santa Bárbara en la República de Honduras.

## Límites
| Orientación | Límite                                     |
| ----------- | ------------------------------------------ |
| Norte       | Municipio de Petoa, Santa Bárbara          |
| Norte       | Municipio de Trinidad, Santa Bárbara       |
| Sur         | Municipio de Chinda, Santa Bárbara         |
| Este        | Municipio de Villanueva, Cortés            |
| Este        | Municipio de San Antonio de Cortés, Cortés |
| Oeste       | Municipio de Chinda, Santa Bárbara         |

Concepción del Norte se distancia a una hora de camino de tierra de la cabecera departamental Santa Bárbara.

## División Política
Aldeas: 13 (2013)
Caseríos:
| Código | Aldea                   |
| ------ | ----------------------- |
| 160701 | Concepción del Norte    |
| 160702 | Agua Dulce              |
| 160703 | Buena Vista             |
| 160704 | Concordia               |
| 160705 | Cuchilla Alta           |
| 160706 | El Cerrón               |
| 160707 | El Macuelizo            |
| 160708 | El Robledal             |
| 160709 | El Volcán               |
| 160710 | La Laguna de Protección |
| 160711 | Las Flores              |
| 160712 | Santa Ana               |
| 160713 | Suyapa                  |
|        | Camalotal               |
|        | Los Planes              |